# Biblioteca Binary File Descriptor
A biblioteca Binary File Descriptor (BFD), em português Descritor de Arquivo Binário, é o mecanismo principal do Projeto GNU para a manipulação portável de arquivos objeto em uma variedade de formatos. A partir de 2003, ele passou a suportar aproximadamente 50 formatos de arquivo para cerca de 25 arquiteturas de conjunto de instruções.

## História
Quando David Henkel-Wallace, da Cygnus Support, propôs o desenvolvimento da biblioteca como uma forma de abrir novas oportunidades de negócios para a empresa, Richard Stallman disse que seria difícil. A resposta de David foi que não era um "Big Fucking Deal". Abreviado para "BFD", este se tornou o nome da biblioteca. "Binary File Descriptor" foi inventado posteriormente como um retroacrônimo para "BFD".